# Sebekkah
La lutte Sebekkah est originaire d’Égypte. C'est un sport au corps à corps qui nécessite et développe beaucoup la puissance de la taille pour exécuter les mouvements.